# My Oh My (chanson d'Aqua)
 (août 2024).
La mise en forme du texte ne suit pas les recommandations de Wikipédia : il faut le « wikifier ».
Les points d'amélioration suivants sont les cas les plus fréquents. Le détail des points à revoir est peut-être précisé sur la page de discussion.
- Les titres sont pré-formatés par le logiciel. Ils ne sont ni en capitales, ni en gras.
- Le texte ne doit pas être écrit en capitales (les noms de famille non plus), ni en gras, ni en italique, ni en « petit »…
- Le gras n'est utilisé que pour surligner le titre de l'article dans l'introduction, une seule fois.
- L'italique est rarement utilisé : mots en langue étrangère, titres d'œuvres, noms de bateaux, etc.
- Les citations ne sont pas en italique mais en corps de texte normal. Elles sont entourées par des guillemets français : « et ».
- Les listes à puces sont à éviter, des paragraphes rédigés étant largement préférés. Les tableaux sont à réserver à la présentation de données structurées (résultats, etc.).
- Les appels de note de bas de page (petits chiffres en exposant, introduits par l'outil «  Source ») sont à placer entre la fin de phrase et le point final[comme ça].
- Les liens internes (vers d'autres articles de Wikipédia) sont à choisir avec parcimonie. Créez des liens vers des articles approfondissant le sujet. Les termes génériques sans rapport avec le sujet sont à éviter, ainsi que les répétitions de liens vers un même terme.
- Les liens externes sont à placer uniquement dans une section « Liens externes », à la fin de l'article. Ces liens sont à choisir avec parcimonie suivant les règles définies. Si un lien sert de source à l'article, son insertion dans le texte est à faire par les notes de bas de page.
- La présentation des références doit suivre les conventions bibliographiques. Il est recommandé d'utiliser les modèles {{Ouvrage}}, {{Chapitre}}, {{Article}}, {{Lien web}} et/ou {{Bibliographie}}. Le mode d'édition visuel peut mettre en forme automatiquement les références.
- Insérer une infobox (cadre d'informations à droite) n'est pas obligatoire pour parachever la mise en page.

Pour une aide détaillée, merci de consulter Aide:Wikification.
Si vous pensez que ces points ont été résolus, vous pouvez retirer ce bandeau et améliorer la mise en forme d'un autre article.
Singles de Aqua
Roses Are Red
(1997) Barbie Girl
(1997)
Pistes de Aquarium
Happy Boys & Girls Barbie Girl
My Oh My est un single du groupe Aqua, extrait de leur premier album Aquarium sorti en 1997.

## Historique
En France, My Oh My a été le troisième single d'Aqua, après Barbie Girl et Doctor Jones.
Outre dans l'album Aquarium, My Oh My apparaît dans les albums Aqua Mania Remix (1998), Bubble Mix (1998), Remix Super Best (2002), Cartoon Heroes : The Best Of Aqua (2002), Play With Me (2003) et Greatest Hits.

## Clip vidéo
- Réalisateur : Peder Pedersen & Peter Stenbæk
- Année de réalisation : 1997
- Lieu : Danemark
- Durée : 03:31
- DVD : The Diary & The Video Collection

- Description :

Claus et Søren, deux affreux pirates, pénètrent en infraction un château et kidnappent la Princesse  Lene avant de prendre la fuite à bord de leur bateau de pirate. La Princesse est présenté au capitaine des pirates qui n'est autre que René.
Attaché au mat du bateau, Princesse Lene se fera tout d'abord torturé par les pirates pouilleux qui veulent s'amuser avant de passer sur la planche pour être balancée aux requins. Lene se défendra et, à trois contre une, réussira à dompter les pirates. C'est elle, finalement, qui devient le capitaine du bateau. Son premier ordre sera d'obliger son équipage à complètement se décrasser.
Une fois l'équipage propre et habillé autrement que par des haillons, les pirates découvrent la carte d'une île au trésor et décident de s'y rendre. Sur place, ils y découvriront un trésor mais aussi le père de René et ses deux jeunes sœurs.
L'histoire se termine par une fête autour d'un feu de camp, Claus et Søren tous deux enlaçant chacune des sœurs de René. Princesse Lene, qui a appris par le père de René que ce dernier avait un faible pour cette dernière mais qu'il était trop timide pour le lui dire, va se blottir dans ses bras et ils s'embrassent.

## Classements
- Allemagne  : 12
- Argentine  : 1
- Australie  : 40 (semaines dans les charts: 3)
- Autriche  : 15 (semaines dans les charts: 11)
- Belgique  : 14 (semaines dans les charts: 9)
- Danemark  : 1 (2 semaines) (semaines dans les charts: 10)
- Espagne  : 6 (semaines dans les charts: 8)
- Euro Hot 100  : 6
- France  : 4 (semaines dans les charts: 21)
- Israël  : 1
- Nouvelle-Zélande  : 12 (semaines dans les charts: 8)
- Norvège  : 20 (semaines dans les charts: 1)
- Pays-Bas  : 17 (semaines dans les charts: 14)
- Pérou  : 5
- Suède  : 4 (semaines dans les charts: 9)
- Suisse : 19 (semaines dans les charts: 8)
- UK  : 6 (semaines dans les charts: 17)